# Stefano Caldoro
Stefano Caldoro (ur. 3 grudnia 1960 w Campobasso) – włoski polityk, deputowany, były minister, od 2010 do 2015 prezydent Kampanii.

## Życiorys
Z wykształcenia politolog, pracował jako dziennikarz. W 1985 został radnym regionu Kampania.
Działał we Włoskiej Partii Socjalistycznej. W latach 1992–1994 z jej ramienia zasiadał w Izbie Deputowanych XI kadencji.
Po upadku socjalistów na skutek afer korupcyjnych, został sojusznikiem Silvia Berlusconiego. W 2001 współtworzył Nową Włoską Partię Socjalistyczną, nawiązującą do rozwiązanej PSI, która została koalicjantem w ramach Domu Wolności. W tym samym roku w drugim rządzie Silvia Berlusconiego objął stanowisko podsekretarza stanu, a następnie wiceministra w resorcie edukacji, szkolnictwa wyższego i nauki.
Po rekonstrukcji gabinetu w kwietniu 2005 powołano go w skład rządu na urząd ministra do spraw aktywowania programu rządowego, którą to funkcję pełnił do maja 2006. W 2007 sprzeciwił się koncepcjom sekretarza NPSI Gianniego De Michelisa, aby przejść na stronę centrolewicy. Ostatecznie w tym samym roku przejął władzę w tej partii po zaistniałym rozłamie, a następnie zgłosił akces nowych socjalistów do Ludu Wolności. W przedterminowych wyborach parlamentarnych w 2008 z listy PdL został posłem XVI kadencji. NPSI zachowała pewną odrębność organizacyjną, Stefano Caldoro w 2011 przeszedł na funkcję jej przewodniczącego.
W 2010 wygrał wybory regionalne na urząd prezydenta regionu Kampania. W 2015 nie uzyskał reelekcji. W 2020 ponownie bezskutecznie ubiegał się o tę funkcję jako lider koalicji centroprawicowej.